# ميناء دبا الفجيرة

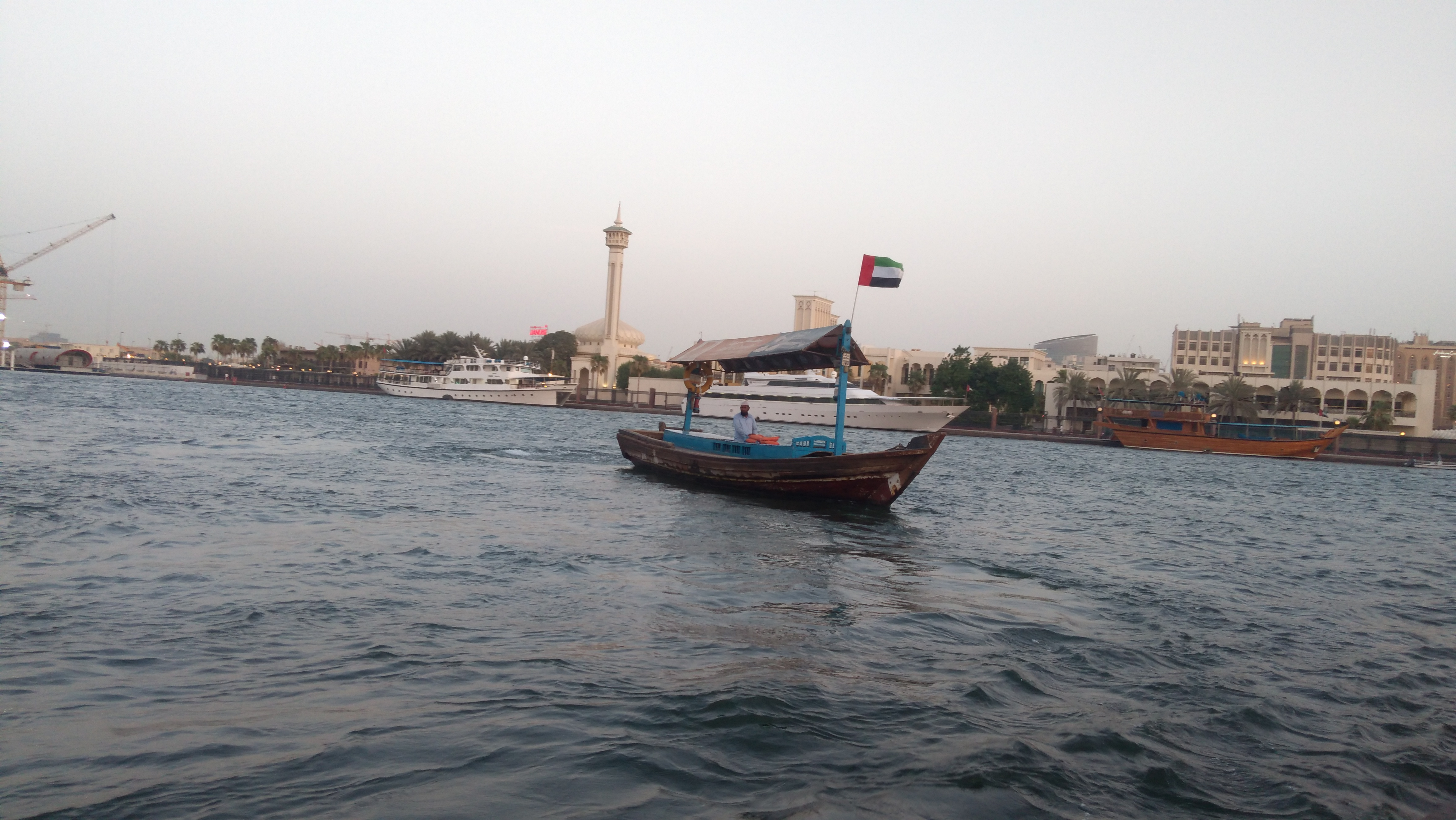

ميناء دبا هو ميناء في دولة الإمارات يقع على مسافة 50 ميلا بحريا من مضيق هرمز ويعتبر المنفذ الثاني لإمارة الفجيرة. يوجد في الميناء رصيف طوله 150 مترا ومدخل رئيسي عرضه 300 متر وعمقه من 6 إلى 6.5 أمتار، إضافة إلى رصيف صغير طوله 50 مترا بعمق 2 إلى 3 أمتار.
يستخدم الميناء بالدرجة الأولى لخدمة الصيادين في منطقة دبا ولخدمة مصنع الأسمنت في تصدير إنتاجه إلى دول مجلس التعاون الخليجي وشبه القارة الهندية وأفريقيا، وفي عام 1989 بدأت الحركة التجارية تزدهر باستقبال السفن واللنشات التجارية التي تحمل البضائع من وإلى الدول المجاورة. يعتبر أيضا مقصدا سياحيا ورياضياً حيث تقام عليه بطولة (كأس زوارق الفورمولا 2000).